# Hermann Hüllmann
Hermann Hüllmann (* 26. September 1861 in Seestermühe bei Elmshorn; † 20. Oktober 1937 in Berlin-Wilmersdorf) war ein deutscher Schiffbauingenieur. 

## Leben
Hüllmann studierte nach Abitur, Wehrpflicht und Werftpraktikum von 1883 bis 1887 an der Technischen Hochschule Charlottenburg und erhielt für seine Diplomprüfung die silberne Preismedaille. 
Er trat in die Kaiserliche Marine ein und wurde bald als Marine-Schiffbaumeister auf der Kaiserlichen Werft Wilhelmshaven eingesetzt. Weitere Stationen waren 1894 das Reichsmarineamt in Berlin, wo er nebenamtlich mit dem Unterricht über die Einrichtung von Kriegsschiffen an der Technischen Hochschule Charlottenburg betraut war. Danach folgte 1897 die Kaiserliche Werft Kiel, wo er 1899 Schiffbaubetriebsdirektor wurde. 
1906 wurde er erneut ins Reichsmarineamt berufen und übernahm hier vertretungsweise den Vorstand der Abteilung für Schiffsbauangelegenheiten (K I) im Konstruktionsdepartement im Reichsmarineamt. Am 27. Mai 1907 wurde er zum Geheimen Oberbaurat und übernahm den Abteilungsvorstand. Jetzt übernahm er bis 1913 Rudloffs Aufgaben als Chefkonstrukteur, der an die Technische Hochschule Charlottenburg berufen wurde. Dies war die Zeit der Umsetzung des Flottenbauprogramms, daher wurden an Hüllmann hohe Anforderungen gestellt, um dieses anspruchsvolle Programm zu realisieren und viele technischen Neuerungen wie Dampfturbinenantrieb, Funk und den Kreiselkompass zu integrieren.
1913 erhielt Hüllmann einen Ruf als ordentlicher Professor für Kriegsschiffbau an die Technische Hochschule Berlin-Charlottenburg und nahm am 28. Juni 1913 seinen Abschied von der Marine. Am 15. Juli 1913 wurde er zum Professor ernannt, bekleidete von Herbst 1917 bis 1918 das Amt des Rektors der Hochschule und ließ sich am 20. April 1926 emeritieren.
Aufgrund seiner Verdienste wurde ihm 1913 von der Technischen Hochschule Danzig der Titel Dr.-Ing. Ehren halber verliehen. Hüllmann war seit der Gründung Mitglied der Schiffbautechnischen Gesellschaft, die ihren Sitz in Berlin hatte. Er gehörte auch dem Verein Deutscher Ingenieure (VDI) und dem Berliner Bezirksverein des VDI an.